# Семлячик
Семлячик (Семячик) — обширный мелководный водоём лагунного типа, расположенный на восточном побережье полуострова Камчатка. Административно относится к Елизовскому району Камчатского края России.
Акватория Семлячика входит в состав Кроноцкого государственного биосферного заповедника.

## Гидрография
Лиман образовался в результате совместной деятельности Тихого океана (Кроноцкого залива) и впадающих водотоков: ручьёв Домашнего и Тёплого, рек Новый Семячик и Бармотина. Отделён от моря песчаной косой длиной 7 км, поросшей кустарником и луговой растительностью. Устье лимана узкое, шириной 40 м. Лиман с севера подпитывается геотермальными серными водами.

## Фауна
Весной в период миграций на лимане ежедневно может отдыхать и кормиться до 10 тысяч гусеобразных птиц, до 2 тысяч куликов. На берегах лимана гнездятся алеутские крачки, дальневосточные кроншнепы, несколько пар белоплечих орланов. В периоды миграций здесь кормятся орланы-белохвосты, беркуты, кречеты, сапсаны.
Через Семлячик на нерест в реки и ручьи проходят тихоокеанские лососи, что привлекает рыбоядных птиц, медведей, выдр и других хищников. В лиман также заходят навага, корюшка, колюшка. Из крупных представителей морской фауны единично появлялись тюлени-крылатки, акибы, лахтаки, сивучи.

## Хозяйственное значение
В 1928 году на южном берегу Семлячикского лимана было основано село Жупаново, являвшейся базой рыбокомбината, чуть позже перенесённого немного южнее. В конце 1960-х гг. в связи с истощением морских ресурсов село было упразднено, а в бывшем посёлке организована научная станция Кроноцкого биосферного заповедника.